# Jalisse
Jalisse (prononcé : [ʒaˈlis]) est un duo musical italien formé en 1994. Il est composé de Fabio Ricci, né à Rome le 5 septembre 1965 et d'Alessandra Drusian, née à Oderzo le 18 mai 1969. 
Ils remportent le Festival de Sanremo en 1997 et représentent l'Italie au concours Eurovision de la chanson la même année. 

## Carrière
Alessandra Drusian était populaire dans la musique et les émissions de variétés télévisées comme Gran Premio, Luna di Miele et Bellezze al Bagno. Fabio Ricci a sorti son premier album en 1987 avec le groupe Vox Populi.  
Les deux se rencontrent en 1993 et décident à partir de 1994 de collaborer sous le nom "Jalisse".  
En 1995, le duo participe au Sanremo Giovani et termine à la troisième place de la deuxième soirée. En 1996, c'est cette fois-ci dans la catégorie Nuove proposte du Festival de Sanremo 1996 que le duo s'illustre en terminant à la sixième place. 
La consécration arrive lors du Festival de Sanremo 1997, quand Jalisse remporte la catégorie Campioni avec le titre Fiumi di parole. Ils représentent par conséquent, avec ce titre, l'Italie au concours Eurovision de la chanson de 1997 à Dublin, où ils arrivent à la 4e place avec 114 points.
Après cela, le duo se fait discret. Alessandra et Fabio se marient en 1999.
En 2004, sort le single 6 Desiderio et au printemps 2005, l'album Siedi e ascolta.

## Discographie

### Albums
- 1997 - Il cerchio magico del mondo
- 2006 - Siedi e ascolta
- 2009 - Linguaggio universale

### Singles
- 1995 - Vivo
- 1996 - Liberami
- 1997 - Fiumi di parole
- 2000 - I'll Fly
- 2004 - 6 desiderio
- 2007 - Un giorno a Napoli
- 2009 - Siamo ancora qui
- 2009 - Non voglio lavorare
- 2009 - No quiero trabajar
- 2011 - Ritornerà il futuro
- 2012 - Tra rose e cielo
- 2013 - E se torna la voce
- 2013 - Dove sei
- 2014 - L'Alchimista, per sempre tuo Cavaliere
- 2015 - Faro de Estrellas
- 2018 - Ora